# Izmiri Történeti és Művészeti Múzeum
Az Izmiri Történeti és Művészeti Múzeum (İzmir Tarih ve Sanat Müzesi) 2004-ben nyílt meg a város Küktürpark nevű parkjában. A tárlaton olyan szépművészeti alkotások láthatók, amelyek a városban (az ókori Szmirnában) és a környékén folyó ásatások során kerültek elő.
A kőtárban ókori görög, római és bizánci faragványok, köztük szobrok, szarkofágok, sírkövek, vésett oszloptöredékek láthatók. Az alsó szinten egy-egy termet szenteltek az olimpiáknak, illetve a gladiátoroknak. A kerámiaművészet emlékeinek helyet adó kiállítás a történelem előtti korok és a Bizánci Birodalom közötti időszak agyagmunkáit mutatja be. A harmadik nagyobb egységet a helyi ötvös- és ékszerművészet bemutatásának szentelték. Láthatók bronz-, ezüst- és aranyérmék az időszámítás előtti 6. századtól az Oszmán Birodalom kialakulásáig.

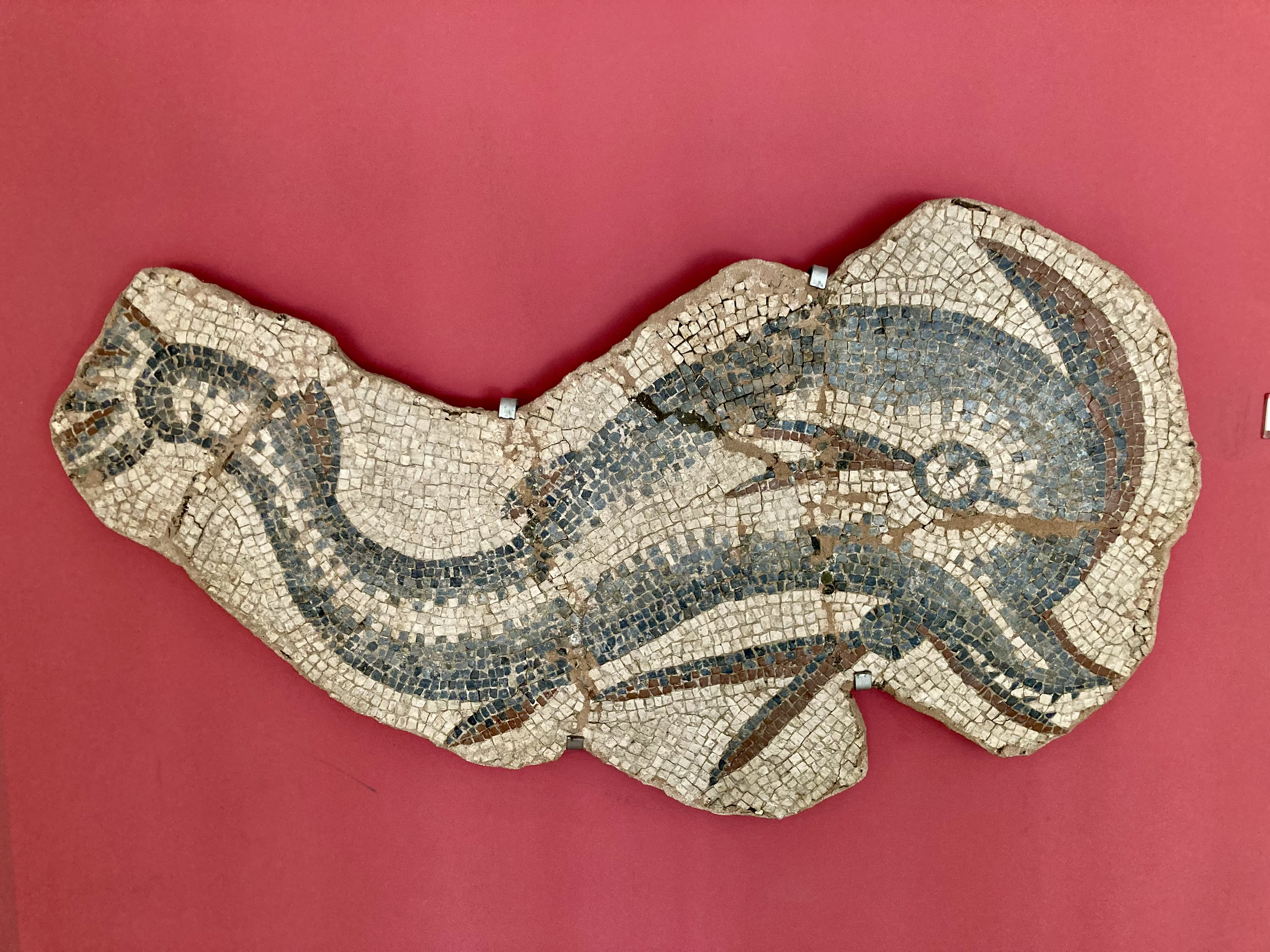
Delfinmozaik
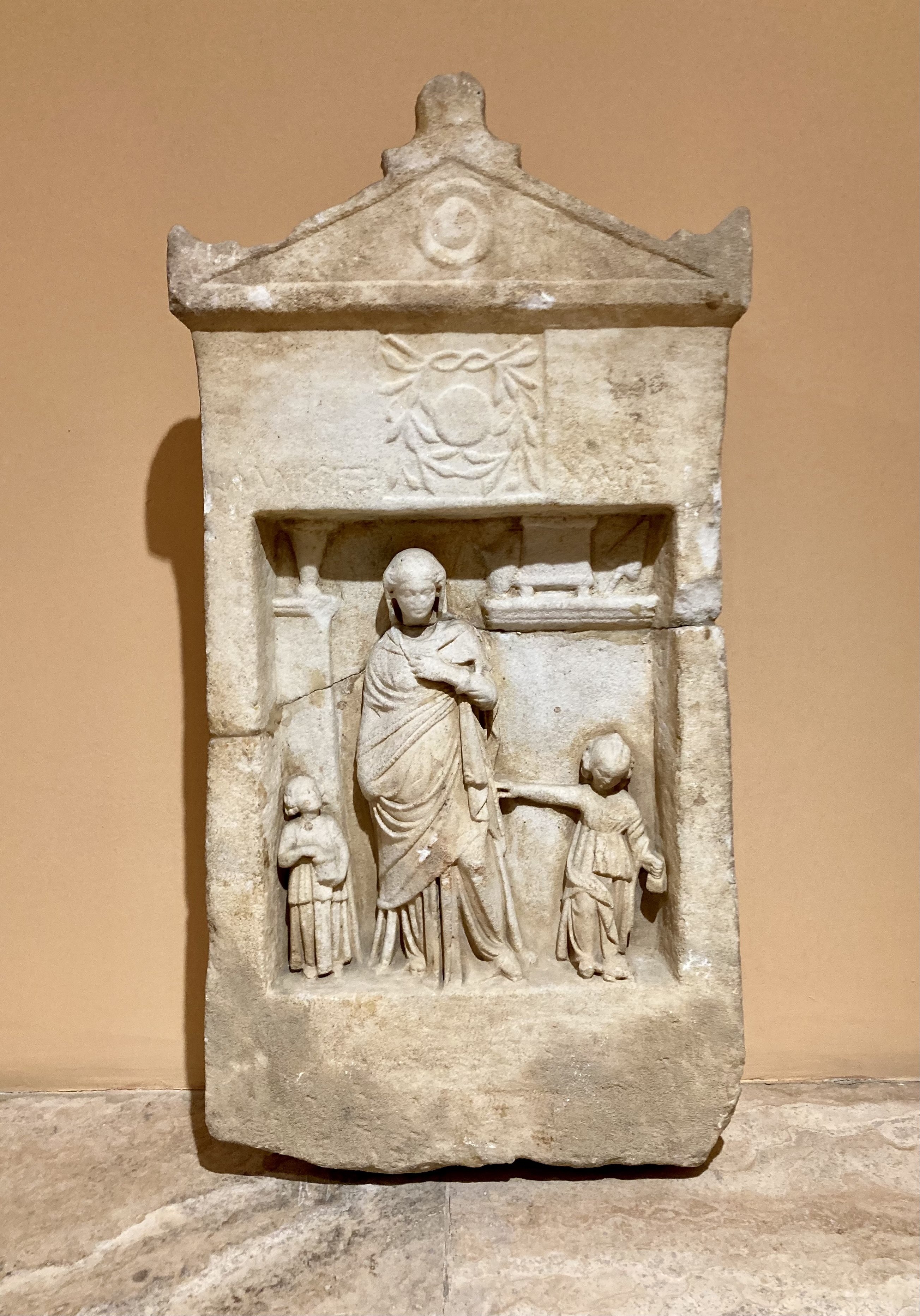
Sírkő
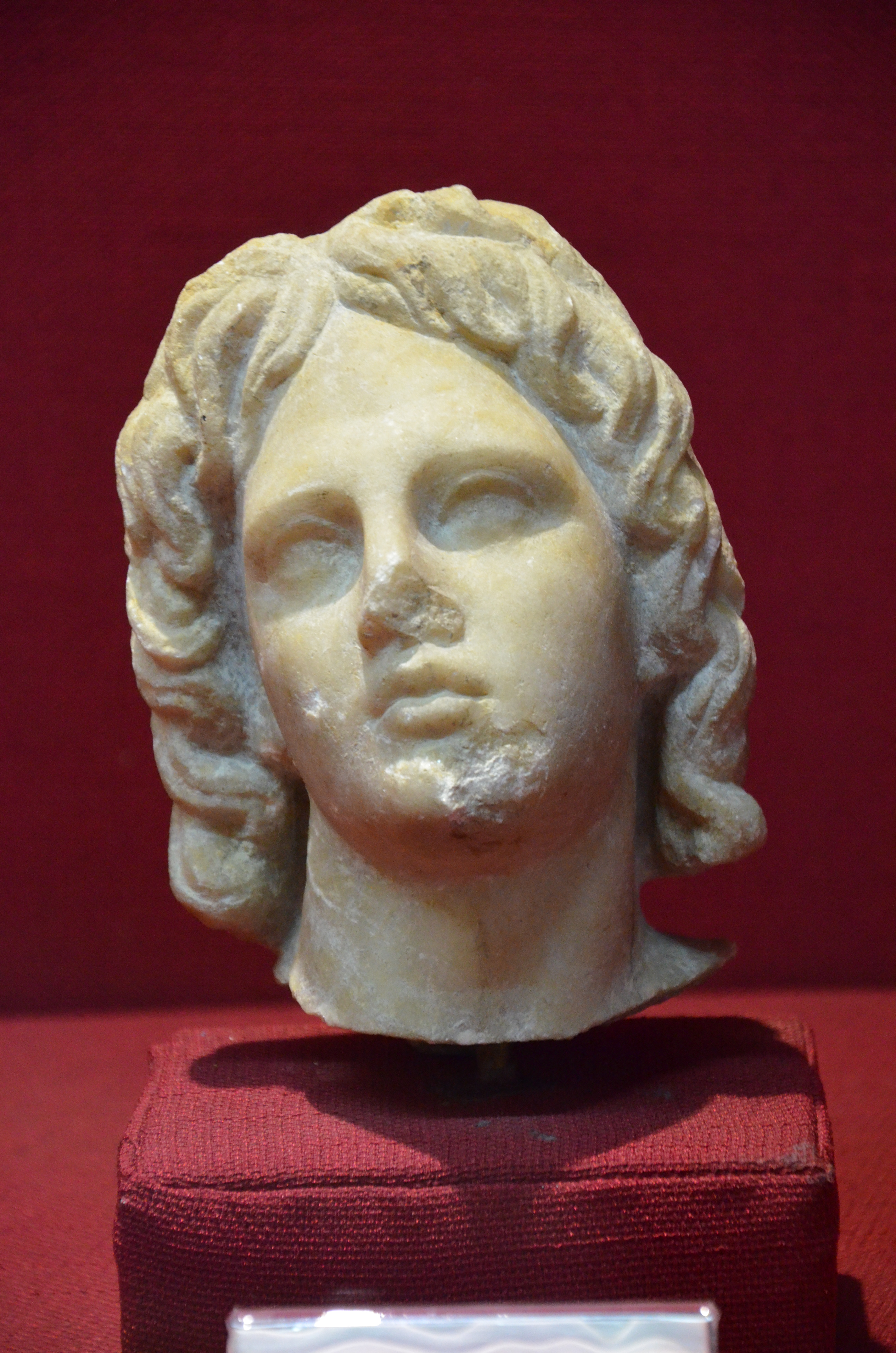
Lányfej
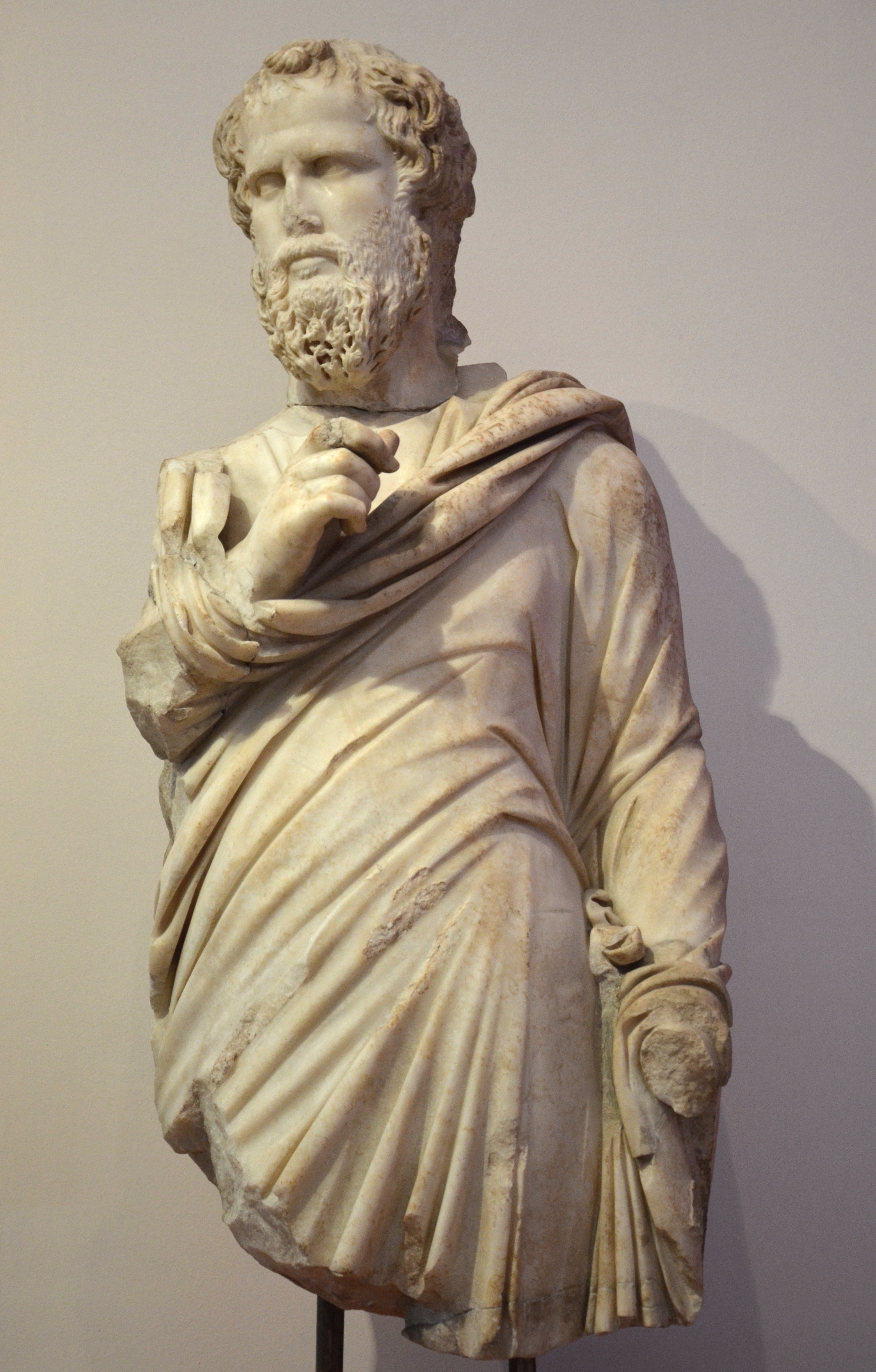
Szofista
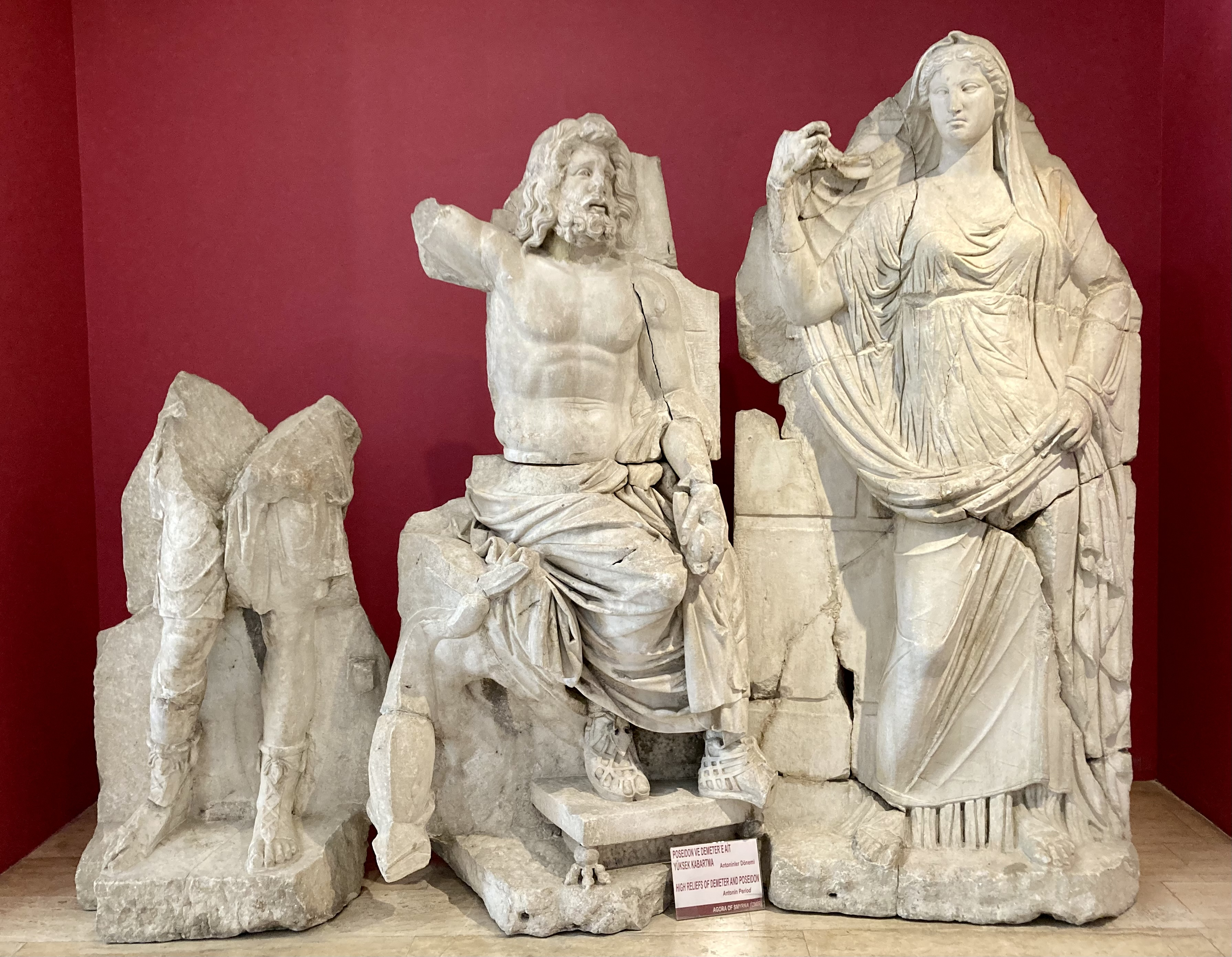
Démétér és Poszeidón